# Jack Picot
Pour les articles homonymes, voir Picot.
Jack Picot  est un général de brigade français né le 18 mai 1928 à Châteaudun et mort le 15 novembre 2013 à Ploufragan. Il a la rare particularité d'avoir franchi l'ensemble des grades de simple soldat à sous officier, officier et pour finir officier général.

## Biographie
Il est inhumé au cimetière de Locquirec (Finistère).

## Carrière militaire

### Affectations successives et campagnes
- 1947 à 1948 : régiment colonial de chasseurs de chars (RCCC)
- 1948 à 1951 : régiment d'infanterie coloniale du Maroc (RICM)
- 1951 : 1re  demi-brigade coloniale de commandos parachutistes (1re DBCCP)
- 1951 à 1952 : École de sous-officiers de Strasbourg
- 1953 à 1954 : école d'application de l'arme blindée et cavalerie (EAABC)
- 1954 à 1955 : régiment colonial de chasseurs de chars (chef de peloton de chars)(RCCC)
- 1955 à 1958 : bataillon de tirailleurs camerounais de Douala (chef de peloton de chars)
- 1958 à 1960 : 21e régiment d'infanterie coloniale (21e RIC - Algérie - Chef de Commando puis commandant de compagnie)
- 1960 à 1961 : école de l'arme blindée et cavalerie
- 1961 à 1965 : 43e régiment blindé d'infanterie de marine (43e RBIMA - Allemagne - Commandant d'escadron)
- 1965 à 1967 : mission militaire française prés le gouvernement Royal du Laos (Paksé - Sud Laos)
- 1967 à 1969 : 3e division d'infanterie (3e DI - Forces Françaises en Allemagne - état-major de la division)
- 1969 à 1973 : école spéciale militaire - école militaire interarmes (Coëtquidan - Adjoint au directeur puis d'officier supérieur adjoint au chef de corps des Écoles).
- 1973 à 1976 : Régiment d'infanterie chars de marine (Vannes - Commandant en Second)
- 1976 à 1978 : 5e régiment interarmes d'outre-mer (5e RIAOM - Djibouti - chef de corps).
- 1978 à 1981 : 53e division militaire territoriale (53e DMT à Marseille - Chef d’état-major)
- 1981 à 1983 : état-major du général commandant supérieur les forces françaises des Antilles (Guyane à Fort de France - adjoint « Terre» au général commandant supérieur puis commandant militaire de la Martinique)
- 1983 à 1985 : 9e division d'infanterie de marine (9e DIMa - Saint-Malo - état-major, colonel adjoint opérations. .
- 1985 à 1988 : 109e brigade de la zone de défense ouest (commandant de la brigade)

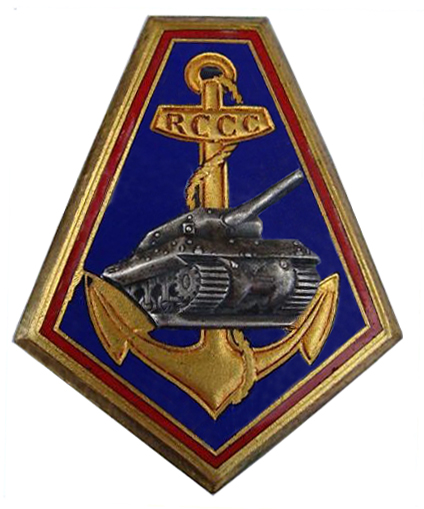
Insigne du RCCC
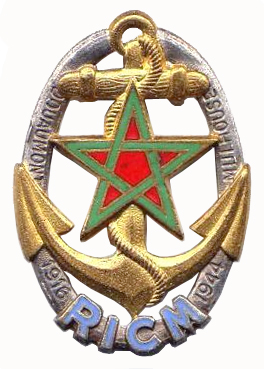
Insigne du RICM
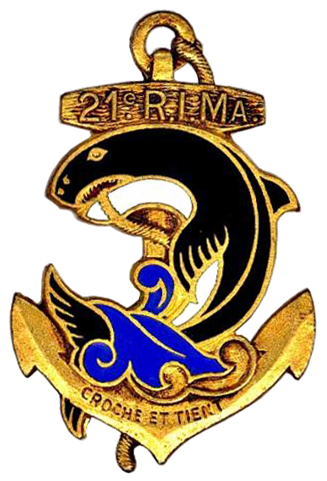
Insigne du 21e RIMa
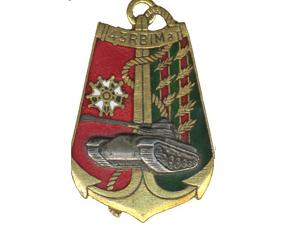
Insigne du 43e RBIMa
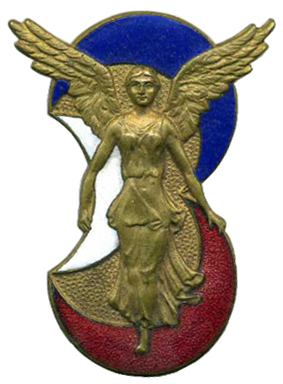
Insigne de la 3e DI
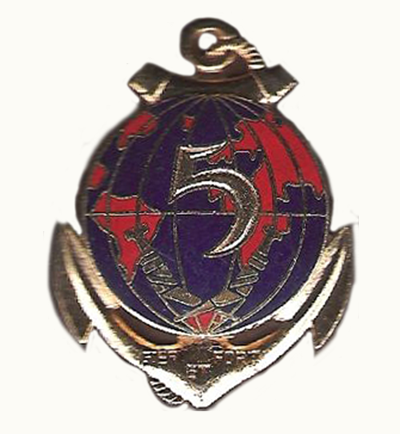
Insigne du 5e RIAOM
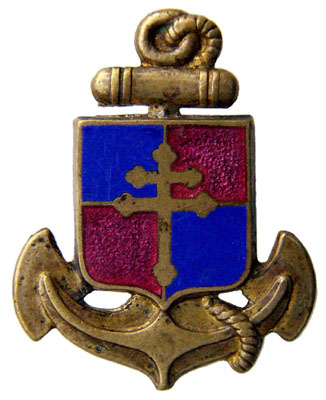
Insigne de la 9e DIMa

### Grades successifs
- 16-07-1947 : caporal
- 16-10-1947 : caporal-chef
- 01-01-1949 : sergent
- 01-10-1952 : sous-lieutenant
- 01-10-1953 : lieutenant
- 01-10-1960 : capitaine
- 01-07-1967 : chef de bataillon
- 01-10-1973 : lieutenant-colonel
- 01-07-1977 : colonel
- 19-05-1985 : général de Brigade (2s)

## Distinctions
(Liste non exhaustive)
- Commandeur de la Légion d’honneur[3]
- Grand officier de l'ordre national du Mérite
- Croix de guerre des Théâtres d'opérations extérieures avec 3 citations
- Croix de la Valeur militaire avec 4 citations
- Croix du combattant volontaire
- Croix du combattant
- Médaille coloniale agrafes « Extrême-Orient » et "AOF"
- Médaille commémorative de la campagne d'Indochine
- Médaille commémorative des opérations de sécurité et de maintien de l'ordre en Afrique du Nord
- Médaille des blessés militaires
- Médaille de bronze de la jeunesse et des sports
- Chevalier de l'Ordre du Million d’Éléphants et du Parasol blanc (Laos)